# Renée Slotopolsky de Epelbaum
Renée Slotopolsky de Epelbaum (15 tháng 6 năm 1920 - 7 tháng 2 năm 1998), còn được gọi là Yoyi Epelbaum, là một nhà hoạt động nhân quyền người Argentina. Bà được biết đến là một trong những người sáng lập ra Mothers of Plaza de Mayo, một hiệp hội của những bà mẹ có con bị mất tích trong chế độ độc tài quân sự được gọi là Quá trình Tái tổ chức Quốc gia cai trị Argentina từ năm 1976 đến 1983. Bà cũng là một trong những người sáng lập phong trào Do Thái cho Nhân quyền (tiếng Tây Ban Nha: Movimiento Judío por los Derechos Humanos).

## Mất con
Một trong những người con trai của bà, Luis Marcelo (25 tuổi), một sinh viên y khoa, đã bị bắt cóc vào ngày 10 tháng 8 năm 1976 tại Buenos Aires khi anh ta rời trường đại học trở về nhà. Claudio (23), một sinh viên luật và Lila (20), một vũ công, đã được gửi đi nghỉ ở thành phố Punta del Este ở Uruguay, nơi họ nghĩ rằng họ sẽ an toàn. Tuy nhiên, các tổ chức ở Argentina đã hợp tác với chế độ của người Uruguay để theo dõi họ và họ đã bị bắt cóc vào ngày 4 tháng 11 năm 1976.